# قائمة الأفلام المصرية سنة 1954
هذه قائمة بالأفلام المصرية لسنة 1954 مرتبة أبجديا

## 1954
- آثار في الرمال
- أربع بنات وضابط
- ارحم دموعي
- إسماعيل يس في الطيران
- إسماعيل يس يقابل ريا وسكينة
- الآنسة حنفي
- الأستاذ شرف
- الستات مايعرفوش يكدبوا
- الظلم حرام
- الفارس الأسود
- المال والبنون
- الوحش
- إنسان غلبان
- بنات حواء
- تاكسي الغرام
- جعلوني مجرما
- جنون الحب
- حياة أو موت
- خطف مراتي
- دايما معاك
- رسالة غرام
- صراع في الوادي
- عفريتة إسماعيل يس
- كدبة أبريل
- فتوات الحسينية
- قلوب الناس
- يا ظالمني
- أسعد الأيام
- دستة مناديل
- بنت البلد
- مرت الأيام
- عروسة المولد